# Північно-Муйський хребет
Північно-Муйський хребет — гірський хребет у Забайкаллі, на території Муйського та Півнінчо-Байкальського районів Бурятії.

## Географія
Хребет відокремлює Верхньоангарську та Муйську улоговини. Довжина 350 км, висота до 2537 м. Входить до складу Станового нагір'я.
Складений гранітами, кристалічними сланцями. Вершини і пасма хребта мають різкі льодовикові форми, по периферії — пласковерховинні гольці. Схили покриті модриновими лісами, вище 1300—1500 м знаходиться пояс рідколісся і чагарники кедрового стланику, ще вище — гірська тундра.
У південній частині хребет перетинає Байкало-Амурська магістраль, яка проходить через Північномуйський тунель.

### Топографічні карти
- Аркуш карти O-49-XXXVI Северомуйск. Масштаб: 1 : 200 000. Стан місцевості на 1982 р. Видання 1986 р. (рос.)
- Аркуш карти O-50-XXXI Муя. Масштаб: 1 : 200 000. Стан місцевості на 1984 р. Видання 1986 р. (рос.)
- Аркуш карти O-50-XXV. Масштаб: 1 : 200 000. Стан місцевості на 1982 р. Видання 1988 р. (рос.)
- Аркуш карти O-50-XXVI. Масштаб: 1 : 200 000. Стан місцевості на 1982 р. Видання 1988 р. (рос.)
- Аркуш карти O-50-XXVII оз. Орон. Масштаб: 1 : 200 000. Стан місцевості на 1973-76 р. Видання 1988 р. (рос.)